# Margarida Clementina da Áustria
Margarida Clementina Maria da Áustria  (em húngaro: Habsburg–Lotaringiai Margit Klementina Mária; 6 de julho de 1870 - 2 de maio de 1955), foi um membro da linha húngara da Casa de Habsburgo-Lorena, uma arquiduquesa da Áustria e princesa da Boémia, Hungria e Toscana desde o nascimento. Graças ao seu casamento com Alberto, 8.º Príncipe de Thurn e Taxis, Margarida pertencia também à Casa de Thurn e Taxis.

## Família
Margarida Clementina era a terceira filha do arquiduque José Carlos da Áustria e da sua esposa, a princesa Clotilde de Saxe-Coburgo-Gota.
Tinha duas irmãs mais velhas, a arquiduquesa Isabel Clementina da Áustria, que morreu com apenas alguns meses de idade, e a arquiduquesa Maria Doroteia da Áustria, casada com o príncipe Filipe, duque de Orleães. Tinha também quatro irmãos mais novos, dois rapazes, o arquiduque José Augusto da Áustria, casado com a princesa Augusta da Baviera (neta da imperatriz Isabel (Sissi) da Áustria), e o arquiduque László que morreu com apenas vinte anos de idade. Tinha ainda uma irmã mais nova, a arquiduquesa Isabel Clotilde, que nunca se casou.

## Casamento e descendência
A 15 de julho de 1890, Margarida casou-se em Budapeste com Alberto, 8.º Príncipe de Thurn e Taxis, filho do príncipe Maximiliano António de Thurn e Taxis e da princesa Helena Carolina da Baviera. Alberto comprou a "Tiara Imperatriz Eugénia" como presente de casamento para a sua nova esposa; a tiara, criada por Gabriel Lemmonier em 1853, fazia parte das jóias da coroa francesa e actualmente encontra-se em exposição no Museu do Louvre, em Paris.
Alberto e Margarida tiveram oito filhos:
1. Francisco José, 9.º Príncipe de Thurn e Taxis (21 de Dezembro de 1893 - 13 de Julho de 1971), casado com a princesa Isabel Maria de Bragança, filha do duque Miguel de Bragança; com descendência.
2. José Alberto de Thurn e Taxis (4 de Novembro de 1895 - 7 de Dezembro de 1895), morreu com um mês de idade.
3. Carlos Augusto, 10.º Príncipe de Thurn e Taxis (23 de Julho de 1898 - 26 de Abril de 1982), casado com a princesa Maria Ana de Bragança, filha do duque Miguel de Bragança; com descendência.
4. Luís Filipe de Thurn e Taxis (2 de Fevereiro de 1901 - 22 de Abril de 1933), casado com a princesa Isabel de Luxemburgo, filha do grão-duque Guilherme IV de Luxemburgo; com descendência.
5. Max Emanuel de Thurn e Taxis (1 de Março de 1902 - 3 de Outubro de 1994), nunca se casou nem teve filhos.
6. Isabel Helena de Thurn e Taxis (15 de Dezembro de 1903 - 22 de Outubro de 1976), casada com o marquês Frederico Cristiano de Meissen; com descendência.
7. Rafael Ricardo de Thurn e Taxis (30 de Maio de 1906 - 8 de Junho de 1993), casado com a princesa Margarida de Thurn e Taxis, pai do príncipe Max Emanuel de Thurn e Taxis, actual herdeiro presumível de Thurn e Taxis.
8. Filipe Ernesto de Thurn e Taxis (7 de Maio de 1908 - 23 de Julho de 1964), casado com a princesa Eulália de Thurn e Taxis; com descendência.

## Genealogia
| Margarida Clementina da Áustria | Pai: José Carlos da Áustria        | Avô paterno: José de Áustria-Toscana       | Bisavô paterno: Leopoldo II, Sacro Imperador Romano-Germânico |
| Margarida Clementina da Áustria | Pai: José Carlos da Áustria        | Avô paterno: José de Áustria-Toscana       | Bisavó paterna: Maria Luísa de Espanha                        |
| Margarida Clementina da Áustria | Pai: José Carlos da Áustria        | Avó paterna: Maria Doroteia de Württemberg | Bisavô paterno: Luís de Württemberg                           |
| Margarida Clementina da Áustria | Pai: José Carlos da Áustria        | Avó paterna: Maria Doroteia de Württemberg | Bisavó paterna: Henriqueta de Nassau-Weilburg                 |
| Margarida Clementina da Áustria | Mãe: Clotilde de Saxe-Coburgo-Gota | Avô materno: Augusto de Saxe-Coburgo-Gota  | Bisavô materno: Fernando de Saxe-Coburgo-Gota                 |
| Margarida Clementina da Áustria | Mãe: Clotilde de Saxe-Coburgo-Gota | Avô materno: Augusto de Saxe-Coburgo-Gota  | Bisavó materna: Maria Antônia de Koháry                       |
| Margarida Clementina da Áustria | Mãe: Clotilde de Saxe-Coburgo-Gota | Avó materna: Clementina de Orléans         | Bisavô materno: Luís Filipe I de França                       |
| Margarida Clementina da Áustria | Mãe: Clotilde de Saxe-Coburgo-Gota | Avó materna: Clementina de Orléans         | Bisavó materna: Maria Amélia de Bourbon-Nápoles               |